# Prawa Mirandy
Prawa Mirandy – w prawie Stanów Zjednoczonych prawo do bycia poinformowanym o skutkach prawnych współpracy z policją podczas aresztowania pod rygorem niedopuszczalności zeznań jako dowodu w wynikającej z tego sprawie karnej. 

## Sprawa Ernesta Mirandy
Nazwa pochodzi od nazwiska Ernesto Mirandy, który został aresztowany w Phoenix w Arizonie 13 marca 1963 pod zarzutem porwania i gwałtu. Podczas przesłuchania policja nie zaoferowała podejrzanemu prawa do adwokata, a Miranda przyznał się do obu przestępstw. Sąd uznał go za winnego obu przestępstw jedynie na podstawie jego zeznań. Sąd Najwyższy Arizony zatwierdził wyrok po wniesionej apelacji, ale później Sąd Najwyższy Stanów Zjednoczonych obalił wyrok w kolejnej apelacji. Uznał bowiem, że przyznanie się do winy było niedopuszczalnym dowodem w sprawie, bo podejrzanego nie poinformowano przedtem o jego prawach i pozbawiono fundamentalnego prawa do obrony adwokackiej. 
SN stwierdził, że jeżeli podejrzany zażąda obecności adwokata, to przesłuchanie nie może być kontynuowane, pod rygorem jego późniejszej niedopuszczalności jako dowodu.
Ernesto Miranda został uznany za winnego zgwałcenia w ponownym procesie, w którym zostały przedstawione zeznania świadków oraz nowe dowody. Został skazany na 11 lat pozbawienia wolności, a następnie warunkowo zwolniony w 1972.
W 1976 Miranda został zasztyletowany w bójce podczas gry w karty.

## Formuły ostrzeżenia
Sąd Najwyższy USA nie nakazał policji stosowania przed aresztowaniem konkretnego ostrzeżenia, w praktyce jednak wypracowano formuły zawierające następujące uprawnienia oskarżonego:
1. Prawo do milczenia (you have the right to remain silent).
2. Wszystko, co oskarżony zezna, może być użyte przeciwko niemu w trakcie procesu (anything you say can be used against you in a court of law).
3. Prawo do obecności adwokata podczas aresztowania i przy przesłuchaniach (you have the right to have an attorney present now and during any future questioning).
4. Prawo do adwokata z urzędu, jeśli oskarżony nie ma środków na wynajęcie własnego (if you cannot afford an attorney, one will be appointed to you free of charge if you wish).